# Wachendorfia
Wachendorfia es un género de plantas de la familia Haemodoraceae.  Es originario de Sudáfrica. Comprende 23 especies descritas y de estas, solo 4 aceptadas.

## Taxonomía
El género fue descrito por  Johannes Burman y publicado en Journal of Botany, British and Foreign 49: 188. 1911. La especie tipo no ha sido designada.

## Especies aceptadas
A continuación se brinda un listado de las especies del género Wachendorfia aceptadas hasta mayo de 2014, ordenadas alfabéticamente. Para cada una se indica el nombre binomial seguido del autor, abreviado según las convenciones y usos. 
- Wachendorfia brachyandra W.F.Barker, J. S. African Bot. 15: 41 (1949).
- Wachendorfia multiflora (Klatt) J.C.Manning & Goldblatt, Strelitzia 9: 709 (2000).
- Wachendorfia paniculata Burm., Wachendorfia: 4 (1757).
- Wachendorfia thyrsiflora Burm., Wachendorfia: 2 (1757).